# 5-øre
| 5 øre (Danmark) | 5 øre (Danmark)    |
| --------------- | ------------------ |
| Værdi:          | 0,05 danske kroner |
| Præget år:      | 1874-1989          |

En 5-øre var en dansk mønt, der blev brugt frem til 1989. Den ophørte sammen med 10-øren med at være gyldig betalingsmiddel i Danmark 1. juli 1989. Danmarks Nationalbank angiver som årsag til afskaffelsen af 5-øren at den havde for ringe købekraft og var for dyr at fremstille. Det kostede på afskaffelsestidspunktet 8 øre at fremstille en 5-øre.
Danske kroner er navnet på den danske valuta og møntenhed. Kroner og ører blev indført ved en lov i 1873 og taget i brug 1. januar 1875.[kilde mangler] Kroner afløste rigsbankdaleren og 1 daler sattes da til 2 kroner. Siden dengang har inflationen gjort en ende på de fleste af "ørene". 1-øre og 2-øre blev afskaffet 1. april 1973, 5-øre og 10-øre afskaffet i 1989 og i 2008 blev 25-øre afskaffet som mønt, så der kun er 50-øre tilbage.
- Forside (1941-45) med Christian 10.s monogram, skriften "Konge af Danmark", samt året.
- Bagside (1941-45) med pålydende værdi og kviste af eg og bøg.